# 다이도토요사토역
다이도토요사토역(일본어: だいどう豊里駅, だいどうとよさとえき)은 일본 오사카부 오사카시 히가시요도가와구에 있는 오사카 시영 지하철의 철도역이다.

## 개요 및 역 구조
섬식 1면 2선의 승강장이 있는 지하역이다. 스크린도어가 설치되어 있으며, 개찰구는 한 군데에만 있다.

### 승강장
| 1 | ■ 이마자토스지 선 | 다이시바시이마이치 · 가모 4초메 · 이마자토 방면 |
| 2 | ■ 이마자토스지 선 | 이타카노 방면                                   |

## 역세권 정보
- 오미야 신사(神社)
- 도요사토 대교
- 시영 도요사토 주택

## 역사
- 2006년 7월 10일: 정식 역명 결정.
- 2006년 12월 24일: 영업 개시.

## 인접역
| ■ 오사카 메트로 이마자토스지선 | ■ 오사카 메트로 이마자토스지선  | ■ 오사카 메트로 이마자토스지선       |
| ------------------------------ | ------------------------------- | ------------------------------------ |
| I12 즈이코 4초메 이타카노 방면 | ■ 오사카 지하철 이마자토스지 선 | I14 다이시바시이마이치 이마자토 방면 |